# 万寿
万寿（、旧字体：萬壽）は、日本の元号の一つ。治安の後、長元の前。1024年から1028年までの期間を指す。この時代の天皇は後一条天皇。

## 改元
- 治安4年7月13日（ユリウス暦1024年8月19日） 甲子革令に当たるため改元
- 万寿5年7月25日（ユリウス暦1028年8月18日） 長元に改元

## 万寿期におきた出来事
- 1024年（万寿元）
  - 8月23日(旧暦7月17日) - 後一条天皇が一条院内裏の紫宸殿で相撲を観戦中、権右中弁・藤原経輔と蔵人式部丞・源成任が髻を掴み合う喧嘩を起こす[1]。
  - 8月27日(旧暦7月21日) - 権右中弁・藤原経輔が蔵人式部丞・源成任を暴行し、宮中の宿所に逃げた成任を、経輔の従者たちが追いかけ、宿所を破壊する事件を起こす[2]。
- 1026年（万寿3）
  - 6月17日（旧暦5月23日） - 万寿地震（石見国）
  - 11月 - 越前国気比宮神人、陽明門で加賀守但波公親を訴える。
- 1027年（万寿4）
  - 8月22日(旧暦7月18日) - 右京権大夫・藤原道雅が、帯刀長・高階順業の居宅にて、賭博行為中に順業と口論の後、道雅の狩衣を破った順業の乳父・惟宗兼任と路上で喧嘩を起こす[3]。
  - 検非違使が阿波国の海賊を追討する命令を受けて都を出発する[4]。

## 西暦との対照表
※は小の月を示す。
| 万寿元年（甲子） | 一月※     | 二月※ | 三月  | 四月※ | 五月  | 六月※   | 七月  | 八月  | 九月※ | 十月  | 十一月 | 十二月※  |           |
| ---------------- | --------- | ----- | ----- | ----- | ----- | ------- | ----- | ----- | ----- | ----- | ------ | -------- | --------- |
| ユリウス暦       | 1024/2/13 | 3/13  | 4/11  | 5/11  | 6/9   | 7/9     | 8/7   | 9/6   | 10/6  | 11/4  | 12/4   | 1025/1/3 |           |
| 万寿二年（乙丑） | 一月      | 二月※ | 三月※ | 四月  | 五月※ | 六月    | 七月※ | 八月  | 九月※ | 十月  | 十一月 | 十二月   |           |
| ユリウス暦       | 1025/2/1  | 3/3   | 4/1   | 4/30  | 5/30  | 6/28    | 7/28  | 8/26  | 9/25  | 10/24 | 11/23  | 12/23    |           |
| 万寿三年（丙寅） | 一月※     | 二月  | 三月※ | 四月※ | 五月  | 閏五月※ | 六月※ | 七月  | 八月  | 九月※ | 十月   | 十一月   | 十二月    |
| ユリウス暦       | 1026/1/22 | 2/20  | 3/22  | 4/20  | 5/19  | 6/18    | 7/17  | 8/15  | 9/14  | 10/14 | 11/12  | 12/12    | 1027/1/11 |
| 万寿四年（丁卯） | 一月※     | 二月  | 三月※ | 四月※ | 五月  | 六月※   | 七月※ | 八月  | 九月※ | 十月  | 十一月 | 十二月   |           |
| ユリウス暦       | 1027/2/10 | 3/11  | 4/10  | 5/9   | 6/7   | 7/7     | 8/5   | 9/3   | 10/3  | 11/1  | 12/1   | 12/31    |           |
| 万寿五年（戊辰） | 一月※     | 二月  | 三月  | 四月※ | 五月※ | 六月    | 七月※ | 八月※ | 九月  | 十月※ | 十一月 | 十二月   |           |
| ユリウス暦       | 1028/1/30 | 2/28  | 3/29  | 4/28  | 5/27  | 6/25    | 7/25  | 8/23  | 9/21  | 10/21 | 11/19  | 12/19    |           |